# Barroso (Brasil)
Barroso es un municipio brasileño del estado de Minas Gerais. 

## Demografía
En julio de 2012 tenía una población de 19 787 habitantes.  

## Naturaleza
La libélula Heteragrion cyane se encuentra solo en este municipio, endémica de una pequeña área de bosque ribereño cerca del Río das Mortes. Conocido como Mata do Baú, el fragmento de bosque alberga una gran biodiversidad.

## Circunscripción eclesiástica
La parroquia local pertenece a la diócesis de São João del-Rei.